# Zoulikha Bouabdellah
Zoulikha Bouabdellah (* 20. Juni 1977 in Moskau) ist eine in Russland geborene, zeitgenössische Künstlerin mit algerischer Abstammung. Sie lebt und arbeitet in Casablanca und Paris.

## Biografie
Zoulikha Bouabdellah ist die Tochter des Filmregisseurs und Autors Hassan Bouabdellah und von Marika Dorbani, ehemalige Leiterin des National Museum of Fine Arts of Algiers. Sie ist in Moskau geboren und in Algerien aufgewachsen. Während des algerischen Bürgerkriegs 1993 zog sie nach Frankreich. Dort studierte sie an der École nationale supérieure d'arts de Cergy-Pontoise und machte 2002 ihren Abschluss.
Thematisch geht es in ihren Arbeiten um die Verschmelzung von Kultur und Globalisierung, Religion, Sprache und Intimität, außerdem um Feminismus und allgemein um das Thema „Frau“. Ihre Arbeiten umfassen Skulpturen, Fotografie, Videos und Zeichnungen. Häufig kontrastiert sie traditionelle sakrale bzw. Kultgegenstände, z. B. Gebetsteppiche, mit modernen Symbolen.
Ihre Kunst wurde bei der Biennale von Venedig, beim Bamako Biennial, im Mead Art Museum, im Centre Georges-Pompidou, im Brooklyn Museum, der Tate Modern, dem Mori Art Museum und im Museum of Contemporary African Art ausgestellt. Ihre Werke befinden sich u. a. im Centre Georges Pompidou, im Arabischen Museum für moderne Kunst und dem MUSAC Museum of Contemporary Art.

## Auszeichnungen
- Prix le Meurice pour l’art contemporain
- Abraaj Group Art Prize (Dubai)
- Villa Medici Hors les Murs résidency[2]